# Harpagophora monodus
Harpagophora monodus är en mångfotingart som beskrevs av Carl Graf Attems 1909. Harpagophora monodus ingår i släktet Harpagophora och familjen Harpagophoridae. Inga underarter finns listade i Catalogue of Life.